# 가타기리 가쓰모토
가타기리 가쓰모토(일본어: 片桐且元, 고지 2년(1556년) ~ 겐나 원년 음력 5월 28일 (1615년 6월 24일))는 센고쿠 시대부터 에도 시대 초기에 걸친 무장, 다이묘이다. 시즈가타케의 칠본창 중 한명. 도요토미가으로부터 도요토미성을 허용된다. 아버지는 아자이씨 가신 가타기리 나오사다. 동생은 고이즈미번주가 된 가타기리 사다타카. 야마토 다쓰타번 초대 번주. 가타기리가 가쓰모토파 시조(초대 당주). 세키가하라 전투 이후 도쿠가와 이에야스에 협력적인 입장에서 도요토미 히데요리를 모시고 있다.
|  | 제1대 다쓰타번 번주 (가타기리가 가쓰모토파) 1601년 ~ 1615년 | 후임 가타기리 다카토시 |